# Gnoppnitzbach
Der Gnoppnitzbach ist ein linker Nebenfluss der Drau in der Kreuzeckgruppe in Kärnten, Österreich.

## Verlauf
Der Gnoppnitzbach entsteht als Abfluss des Glanzsees. Hier wird er auch Seebach genannt. Er fließt zuerst nach Osten, ab der Ranner-Kammer nach Südosten und ab dem Kaserwiesl nach Süden. Er mündet bei Greifenburg in die Drau.
Das Einzugsgebiet des Gnoppnitzbachs liegt größtenteils in der Gemeinde Greifenburg, nur das südwestliche Gebiet gehört zur Gemeinde Berg im Drautal.

## Berge
Das Quellgebiet des Gnoppnitzbachs ist umgeben von (gegen den Uhrzeigersinn von Norden beginnend) Dechant (2609 m), Kreuzeck (2701 m), Rothorn (2621 m), Schwarzsteinkopf (2515 m) und Hühnerbichl (2164 m). Das weitere Tal wird im Westen begrenzt von Lackentörlspitz (2443 m) und Hochtristen (2536 m), im Osten von Annaruhe (2508 m), Putzen (2330 m) und Gaugen (2195 m).

## Wandern
Am Glanzsee liegt auf 2182 m die Feldnerhütte, eine zentrale Hütte für die Durchquerung der Kreuzeck Gruppe mit Hugo-Gerbers-Hütte im Westen und die Salzkofelhütte im Osten. Markierte Wanderwege gibt es westlich des Tals zur Emberger Alm, östlich des Tals zum Gaugenschutzhaus oder durch das Gnoppnitzbachtal bis Greifenburg.

## Nebenbäche
Das Einzugsgebiet des Gnoppnitzbachs hat eine Fläche von 40,8 Quadratkilometern. Die größten Nebenbäche sind:
| Name                | Mündungsseite | Mündungsort | Einzugsgebiet in km² |
| ------------------- | ------------- | ----------- | -------------------- |
| Roßalmbach          | rechts        |             | 3,0                  |
| Niedermülleralmbach | rechts        |             | 2,9                  |
| Bödenseebach        | links         |             | 1,6                  |
| Moarbach            | links         | Kaserwiesl  | 1,4                  |
| Turggerbach         | rechts        |             | 3,0                  |
| Gnoppnitzalmbach    | links         |             | 1,4                  |

## Bergbau
Auf der Niedermülleralm Richtung Lackentörlspitz und auf der Assamalm im Bereich „Windecken“ wurde Erz, vermutlich auch Gold abgebaut.

## Elektrische Energie
Nach der Einmündung des Moarbachs wird Wasser des Gnoppnitzbachs durch ein Stollensystem über das Zwischenkraftwerk Niklai dem Tagesspeicher Roßwiese der Kraftwerksgruppe Reißeck-Kreuzeck zugeführt.